# Badri Kvaratskhelia
Badri Kvaratskhelia – em georgiano,  ბადრი კვარაცხელია (Nakipu, 15 de fevereiro de 1965) é um ex-futebolista e treinador de futebol georgiano-azeri que atuava como atacante. É pai do também atacante Khvicha Kvaratskhelia.
Nascido na então RSS da Geórgia, representou o Azerbaijão em partidas internacionais.

## Carreira
Entre 1990 e 1997, defendeu Skuri Tsalenjikha, Dinamo Tbilisi, Kakheti Telavi, Metalurgi Rustavi, SSS Academy e Merani Tbilisi no futebol georgiano. Pelo Dinamo, foi campeão georgiano e da Copa nacional em 1992–93. Na reta final da carreira, atuou no futebol do Azerbaijão, representando Kapaz e Shamkir, tendo vencido um Campeonato Azeri e uma Copa do Azerbaijão, ambos na temporada 1997–98. Deixou os gramados como jogador em 2004, aos 3 anos. Voltaria aos gramados em 2015, defendendo o Odisha 1919 (equipe das divisões inferiores da Geórgia) em 7 jogos.

## Carreira internacional
Em 2000, jogou 3 partidas pela seleção do Azerbaijão, estreando justamente contra a Geórgia, seu país natal. Atuou também contra Suécia e Macedônia, pelas eliminatórias da Copa de 2002, onde os azeris terminaram derrotados.

## Carreira de treinador
Após concluir o curso de treinador, virou auxiliar-técnico do Sioni Bolnisi, exercendo a mesma função no Standard Sumgayit (onde também fez sua estreia como técnico), Spartaki Tskhinvali e Gabala, comandando também Turan, Guria Lanchkhuti, Merani Martvili, Samtredia e Rustavi, além das categorias de base do Dinamo Tbilisi na temporada 2016–17. Em 2019, o ex-atacante encerrou a carreira de treinador após uma cirurgia cardíaca.

## Vida pessoal
Além de Khvicha Kvaratskhelia, Badri é pai de Nika e Tornike Kvaratskhelia, que também segue carreira futebolística.

## Títulos
Dinamo Tbilisi
- Campeonato Georgiano: 1992–93
- Copa da Geórgia: 1992–93

Kapaz
- Campeonato Azeri: 1997–98
- Copa do Azerbaijão: 1997–98

Shamkir
- Campeonato Azeri: 1999–2000, 2000–01, 2001–02

### Individuais
- Artilheiro do Campeonato Azeri: 1999–2000 (16 gols)